# Esplosioni nucleari a Los Alamos
Esplosioni nucleari a Los Alamos è il quinto album di inediti di Marco Ongaro.

## Descrizione
Il quinto album del cantautore si delinea come un concept incentrato su temi come l'ambiente e l’ecologia, il terrorismo, la guerra e la malattia in una poetica riflessione sull'insensata opera dell'uomo e dei suoi effetti devastanti sull'ambiente.

## Tracce
Testi e musiche di Marco Ongaro.
1. Un anno meno di me – 4:03
2. Esplosioni nucleari a Los Alamos – 3:59
3. Madre bella – 2:41
4. Nuvola – 5:01
5. Ostaggio – 4:13
6. Mutatis Mutandis – 5:26
7. Bernadette – 4:36
8. Divido il letto con Cristo in croce – 3:12 (testo: M. Ongaro – musica: M. Ongaro e Roby Ceruti)
9. Terre lontane – 4:34 (testo: M. Ongaro – musica: M. Ongaro e Roby Ceruti)
10. Un miraggio – 2:44 (testo: M. Ongaro – musica: M. Ongaro e Roby Ceruti)
11. Nella miniera – 2:35
12. Solcano l'aria i jet – 4:35
13. Terre lontane – 3:16

## Formazione de La Scorta
- Marco Ongaro - voce
- Beppe Gasparini - basso
- Fabio Cobelli - batteria
- Daniele Rotunno - tastiere
- Roby Ceruti - chitarre

I musicisti ospiti
- Fabio Gaspari - banjo in Un anno meno di me, slide guitar in Bernadette, dobro in Terre lontane, chitarra acustica in Terre d'acqua, Divido il letto con Cristo in croce e Nuvola
- Marisa Pasquali - violino in Un anno meno di me, Divido il letto con Cristo in croce e Solcano l'aria i jet
- Marco Pasetto - flauto dolce in Divido il letto con Cristo in croce, ocarina in Nuvola e Un miraggio
- Lorenzo Pollini - arpa celtica in Madre bella

Direzione artistica e arragiamenti di Roby Ceruti